# Лецбојрен
Лецбојрен (њем. Lötzbeuren) општина је у њемачкој савезној држави Рајна-Палатинат. Једно је од 107 општинских средишта округа Бернкастел-Витлих. Према процјени из 2010. у општини је живјело 500 становника. Посједује регионалну шифру (AGS) 7231206.

## Географски и демографски подаци
Лецбојрен се налази у савезној држави Рајна-Палатинат у округу Бернкастел-Витлих. Општина се налази на надморској висини од 430 метара. Површина општине износи 10,2 km². У самом мјесту је, према процјени из 2010. године, живјело 500 становника. Просјечна густина становништва износи 49 становника/km².